# Karel Zdeněk Líman
Karel Zdeněk Líman (3. března 1855 Mladá Boleslav - 29. července 1929 Brašov, Rumunské království), byl český architekt, který pracoval ve službách rumunského královského dvora.

## Život
Pocházel z rodiny tesaře Václava Límana z Nemyslovic. I jeho děd byl tesařem. Po absolvování gymnázia v Mladé Boleslavi studoval na Polytechnickém ústavu v Praze a na Stavební akademii v Mnichově (Bauakademie in München).
V letech 1879-1884 pracoval ve Vídni v architektonickém ateliéru Fellner a Helmer. V roce 1884 rovněž navrhl rodinný dům pro svého otce v Mladé Boleslavi. Předpokládá se, že je též autorem návrhu rodinné hrobky v Mladé Boleslavi. V době svého vídeňského pobytu byl členem Sokola a působil také v českém ochotnickém divadelním sdružení Pokrok.
V roce 1884 přesídlil do Bukurešti, kde byl zaměstnán na ministerstvu kultury a veřejného vzdělávání. V roce 1894 vstoupil do služeb královského domu. V letech 1894 - 1904 dohlížel na stavby, které pro královskou rodinu realizoval francouzský architekt André Lecomte du Noüy. V roce 1904 se stal jeho pomocníkem při rekonstrukci kostela Tří Hierarchů a kostela svatého Mikuláše v Jasy. V tomto roce byl jmenován vedoucím královské architektonické kanceláře. V této funkci setrval až do své smrti v roce 1929.

## Realizace
Mezi jeho nejvýznamnější realizace patří:
- 1884 Límanova vila, Mladá Boleslav, Pražská ulice č.p. 224,
- 1896 - 1914 přestavba zámku Peleş,
- 1898 - 1903 zámek Pelişor, Prahova,
- královská rezidence, později prezidentský palác Cotroceni, Bukurešť,
- vlastní dům architekta, Sinaia,
- 1922 - 1929 Karolův dům, spojení a přestavba domů Bibescu a Iarka na ulici Kiseleff (Șoseaua Kiseleff), Bukurešť, pro korunního prince Karla,
- 1924 - 1929 úprava interiérů hradu Bran pro potřeby královské rodiny. Hrad byl oblíbeným sídlem královny Marie a její dcery Ileany.

## Galerie

Stavby Karla Zdeňka Límana
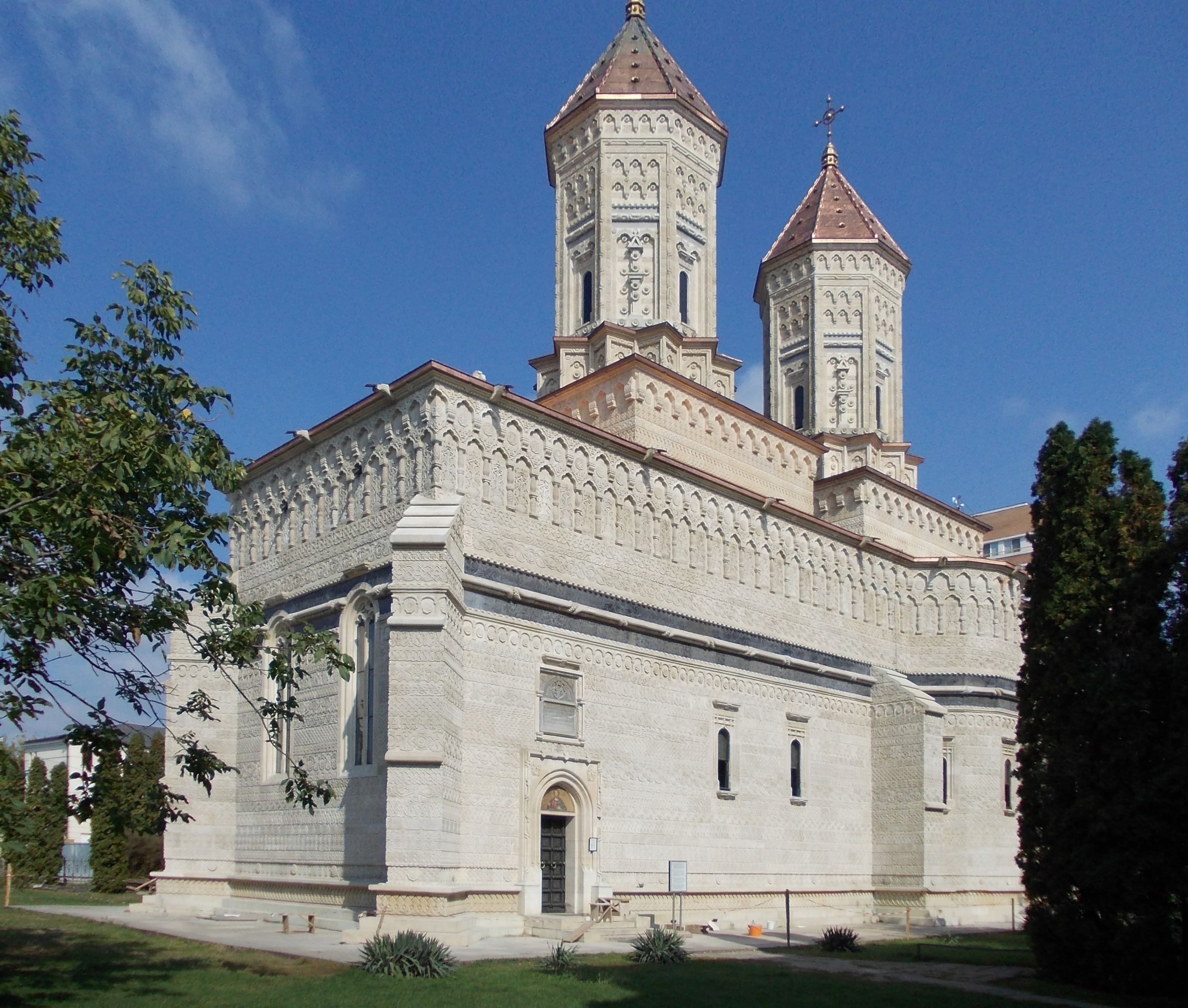
Kostel Tří Hierarchů, Jasy
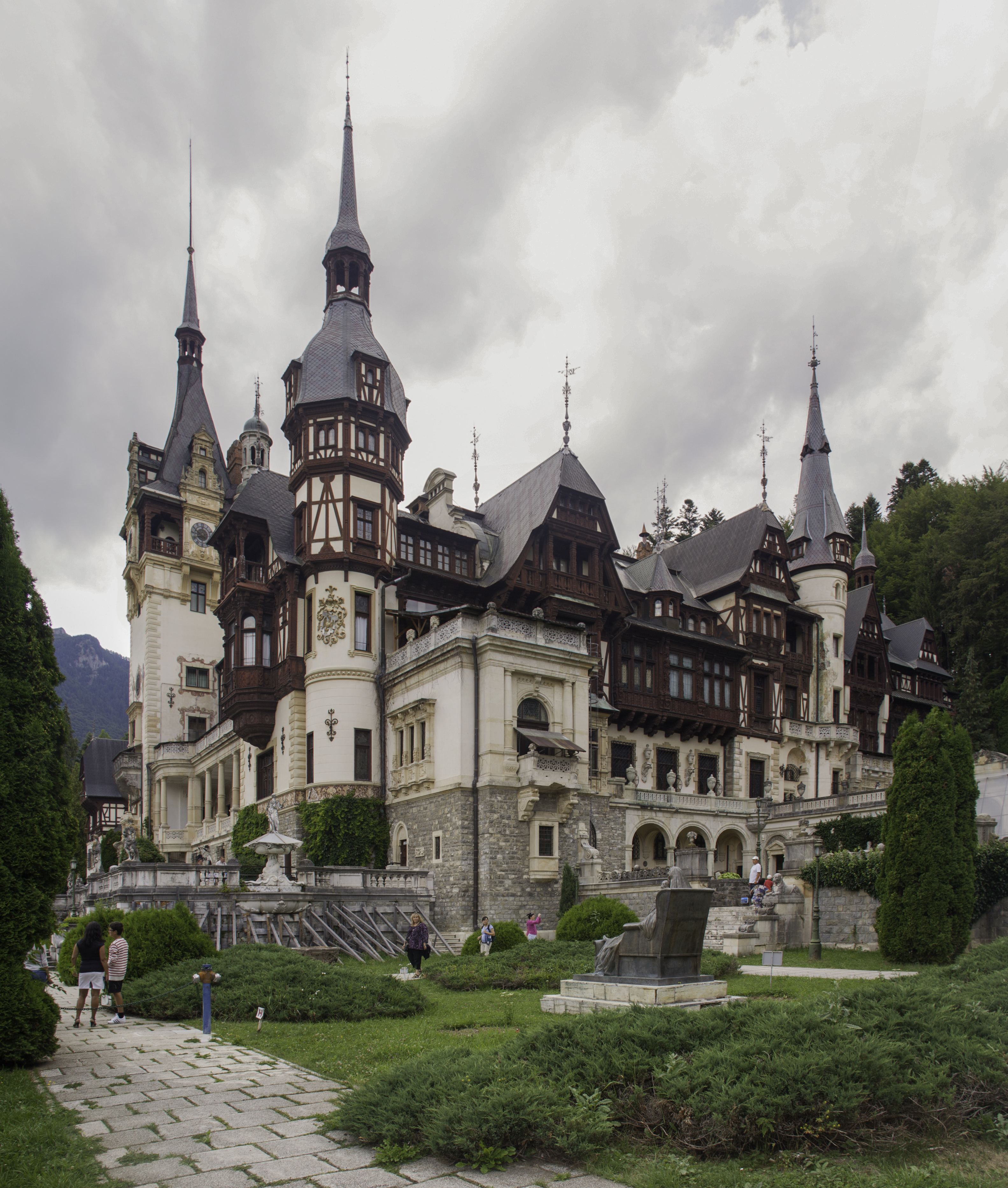
zámek Peleș
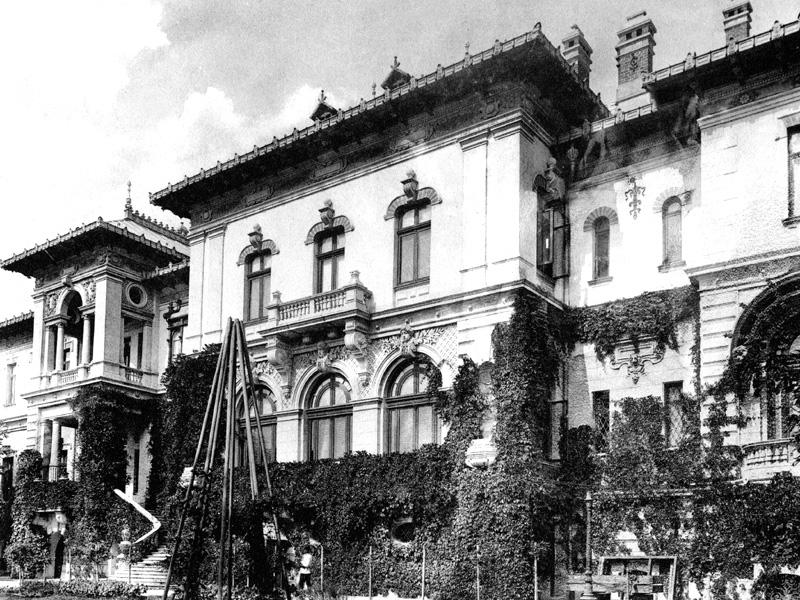
Palác Cotroceni
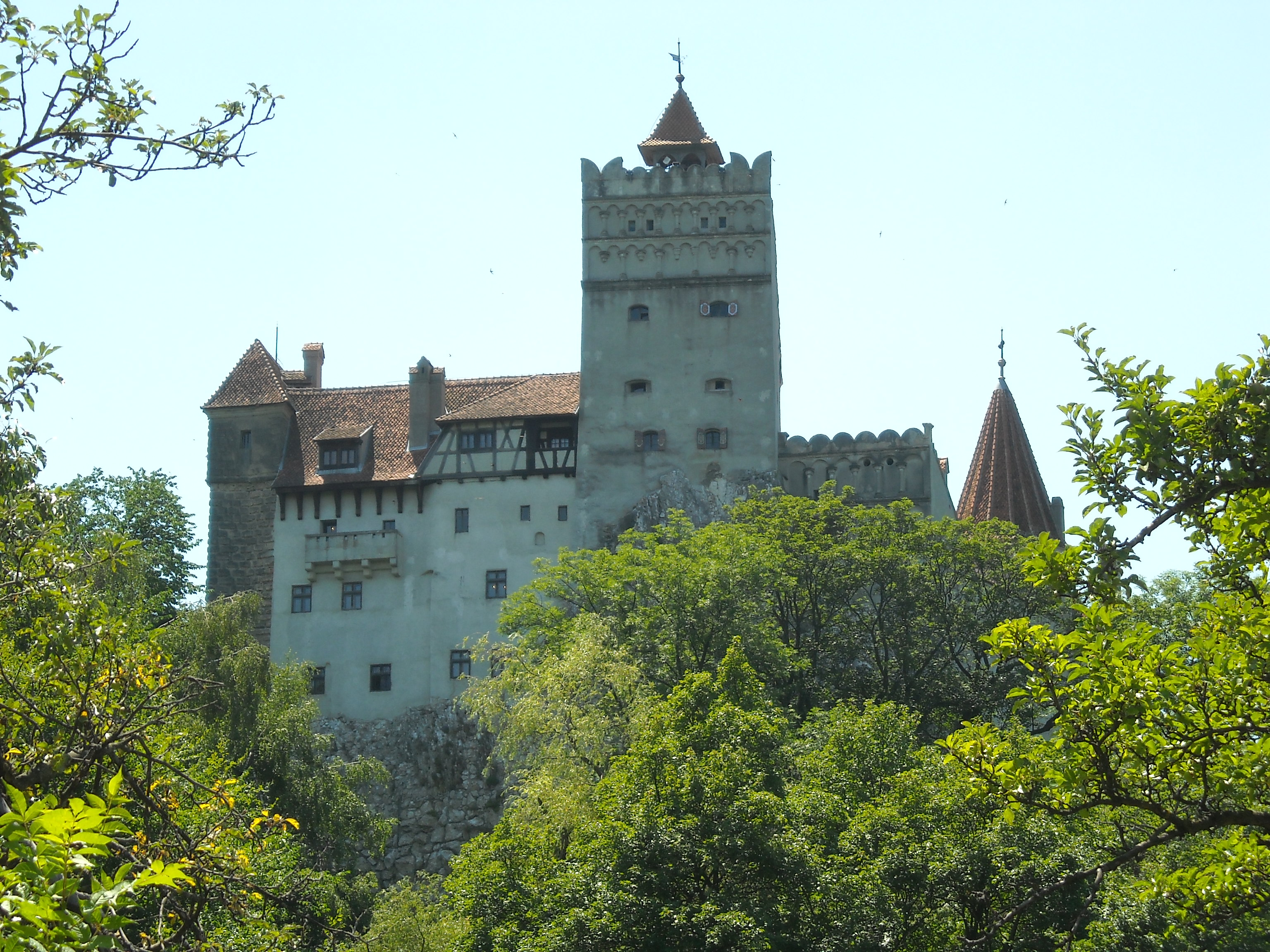
Hrad Bran
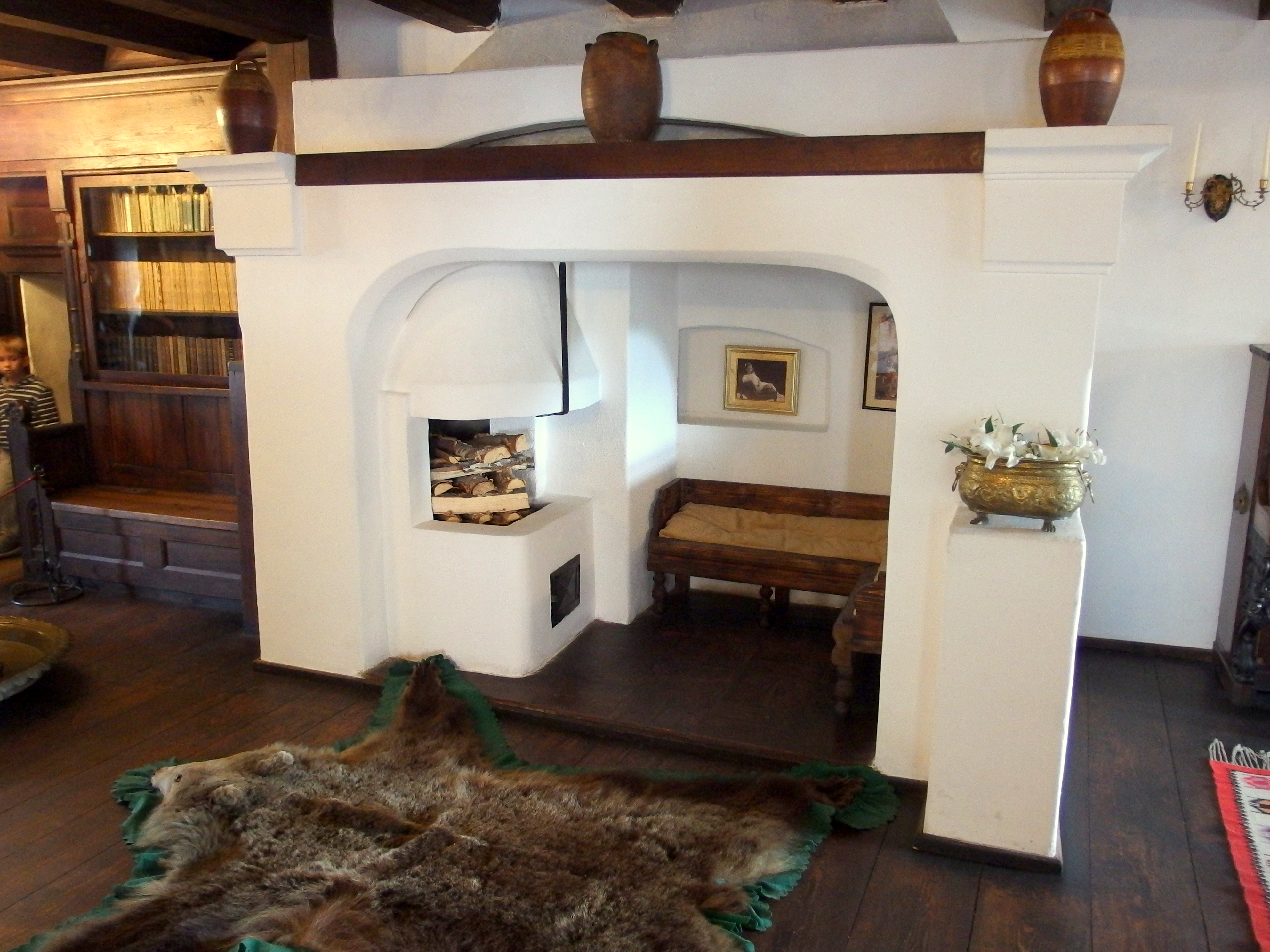
Hrad Bran, interiér

Zámek Pelişor
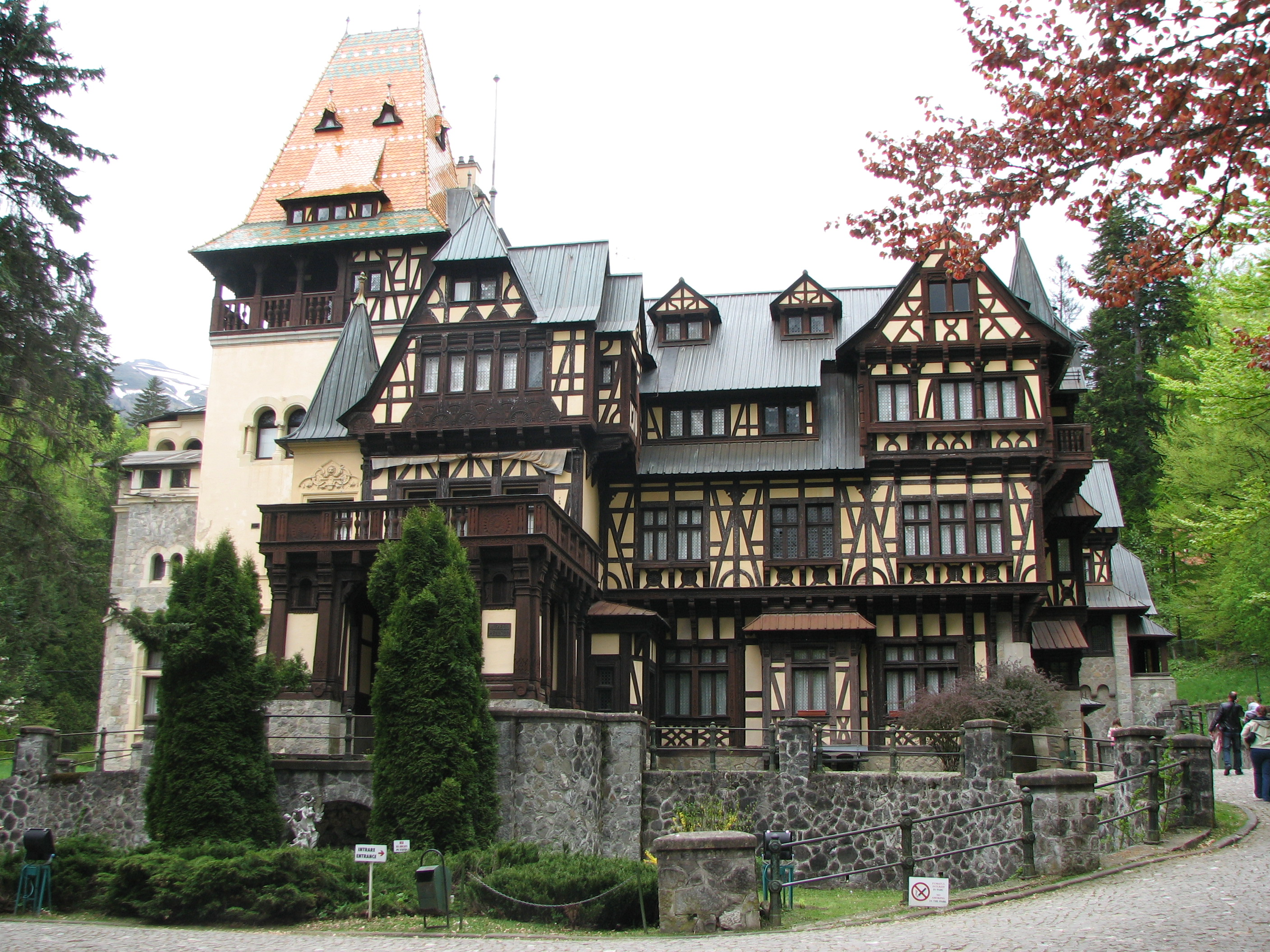
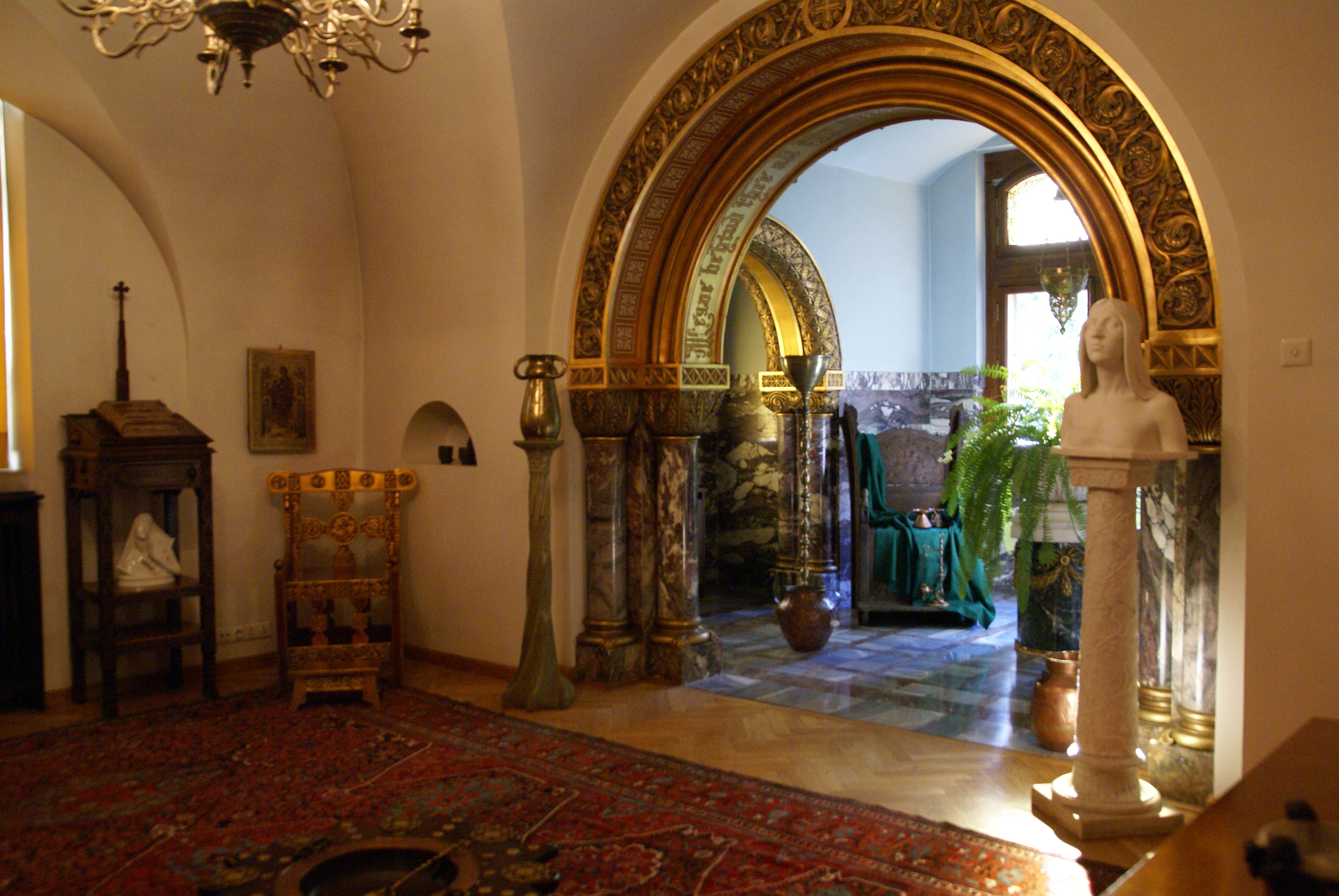
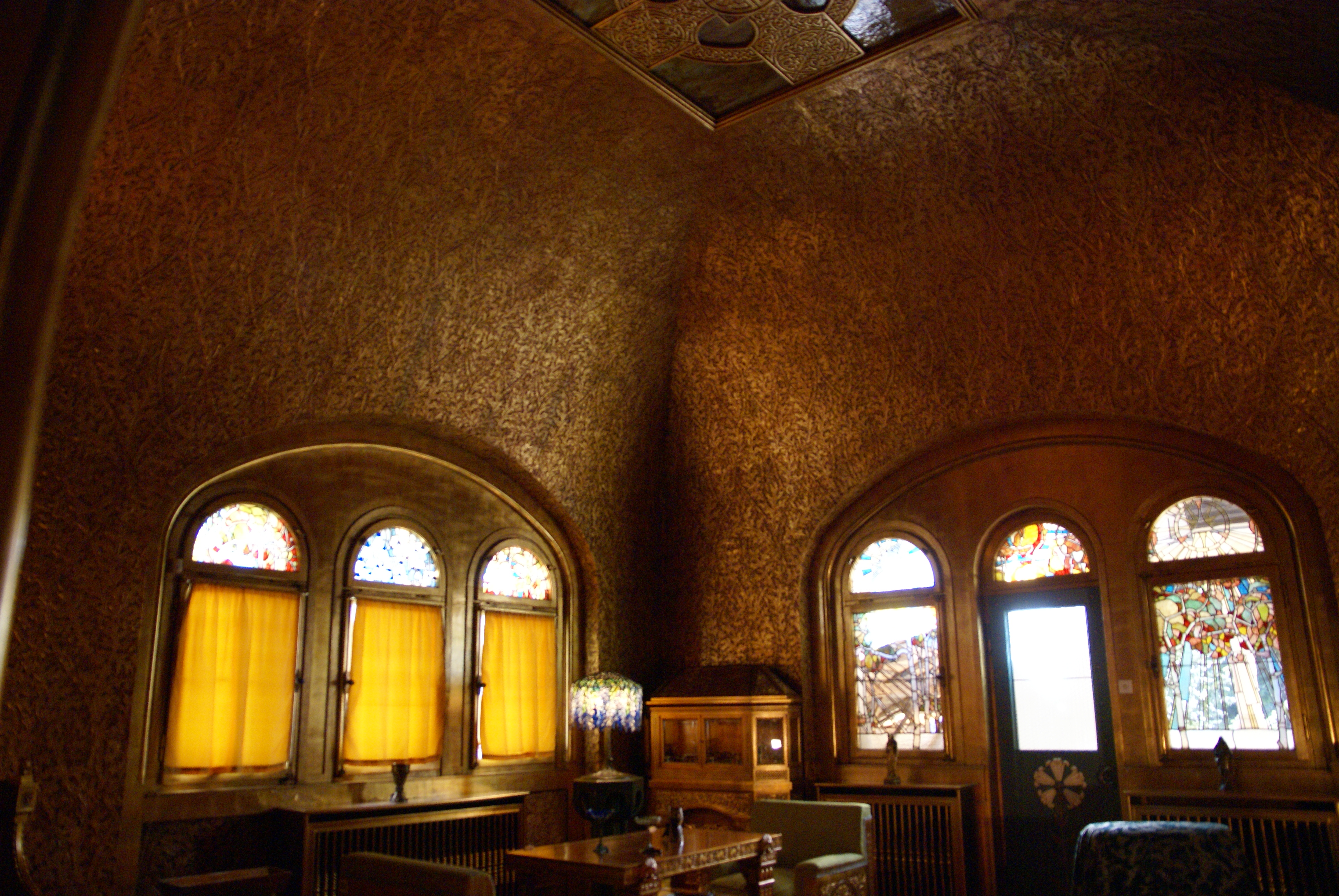
Zlatý pokoj
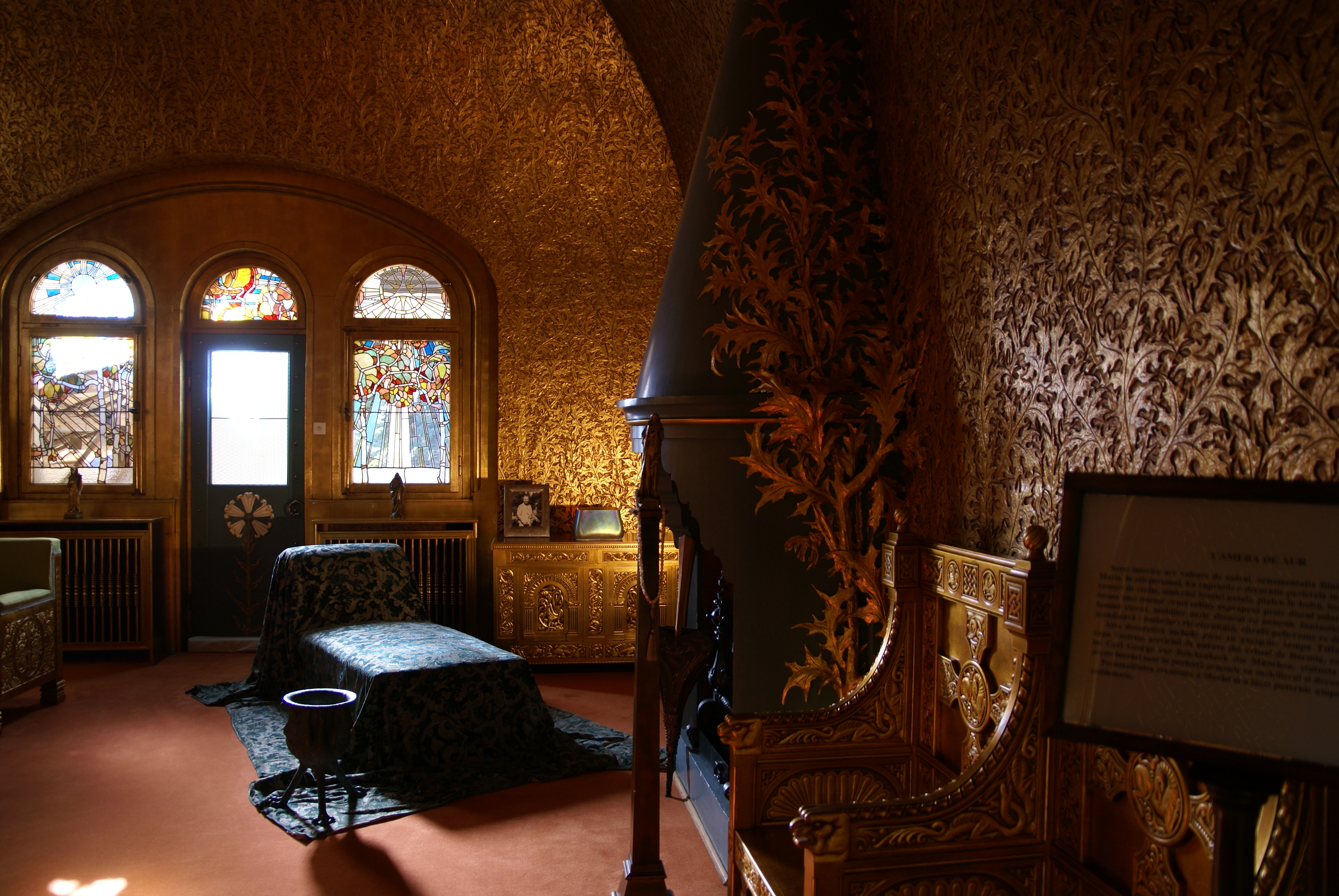
Zlatý pokoj
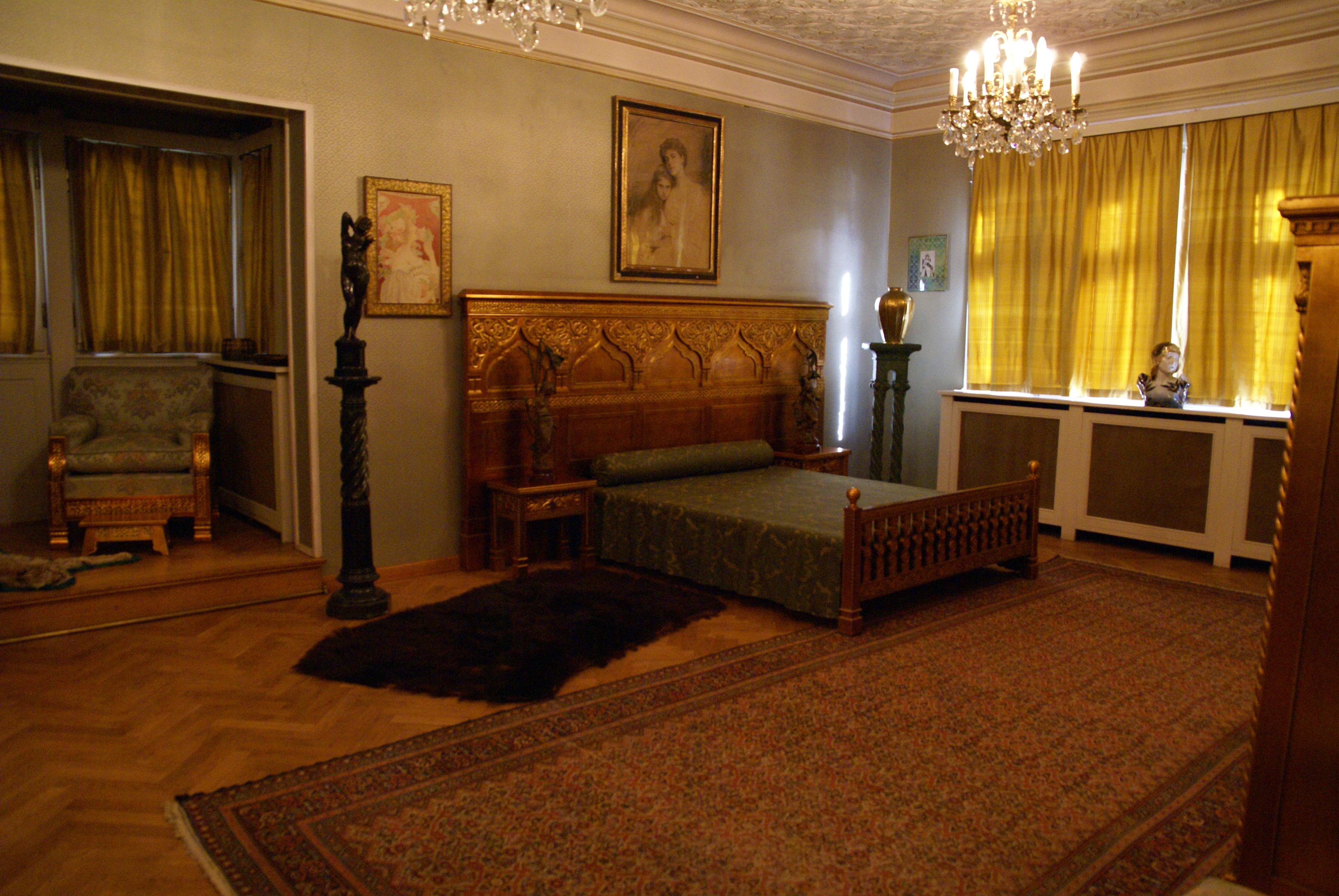

## Výstavy
- Karel Zdeněk Líman: Český architekt rumunského královského dvora / Arhitectul ceh al Casei Regale a României , kurátor výstavy: Sorin Vasilescu.[4]

## Film
Dílu Karla Zdeňka Límana jsou věnovány dva díly televizního seriálu Šumné stopy architekta Davida Vávry a režiséra Radovana Lipuse:
- Rumunsko - Karel Líman. Premiéra proběhla v pátek 1. prosince 2017.[5]
- Rumunsko - Královna a její architekt. Premiéra proběhla v pátek 8. prosince 2017.[6]